# Brian Jacks
Brian Jacks (født 5. oktober 1946) er en britisk judoka og dobbelt europamester.

## Karriere
Brian Jacks' første internationale succes var ved EM i judo 1964 i Berlin, hvor han fik bronze i vægtklassen -68 kg.
Året efter fik han sølv ved EM, da han tabte til den sovjetiske Vladimir Kuspish i finalen.
I 1967 fik han bronze ved både EM og VM.
Ved VM i judo 1969 i Mexico City lykkedes det ham ikke at få medalje, da han endte på en samlet syvendeplads.
Jacks blev europamester første gang ved EM i judo 1970 i Berlin, da han besejrede hollandske Martin Poglajen i finalen i vægtklassen -80 Kg.
Ved Sommer-OL 1972 i München fik han Bronze i vægtklassen -80 kg.
I 1973 vandt han igen EM-guld i vægtklassen -80 kg, da han slog franske Guy Auffray i finalen.
Efter at have trukket sig tilbage fra judo åbnede han en fitness- og kampsportsklub, og i 1990 startede han et firma, der udlejer hoppeborge.
Jacks bor nu i Pattaya, Thailand hvor han driver et 60-værelses hotel.
Jacks har siden november 1994 haft den officielle judograd af 8. Dan fra British Judo Association.